# Opera Mobile
Opera Mobile is een webbrowser voor smartphones en pda's ontwikkeld door Opera Software. De eerste versie werd in 2000 uitgebracht. Tegenwoordig is Opera Mobile 11 voor veel platformen beschikbaar waaronder Android, Windows Mobile, Symbian S60, Maemo en MeeGo. Voor het renderen van de pagina's wordt er gebruikgemaakt van de Presto-engine. De laatste versie is 11.5 en dateert van 2 november 2011.

## Eigenschappen
Opera Mobile ondersteunt veel webstandaarden, zo ook webpagina's die gebruikmaken van Ajax-technieken. Sinds versie 9.7 kan gebruik worden gemaakt van de Opera Turbo-service die webpagina's comprimeert, waardoor het dataverbruik minder is. Dit kan een besparing tot 80 % opleveren. De browser kan webpagina's dynamisch herindelen zodat ze geschikter zijn voor een klein scherm.
Vanaf Opera Mobile 10 is er een "Speed Dial"-functie, waardoor na configuratie thumbnails te zien zijn op het startscherm waardoor snel naar negen favoriete websites genavigeerd kan worden. De browser ondersteunt tabbladen, waardoor gemakkelijk tussen verschillende webpagina's geschakeld kan worden. Er is ook een wachtwoordmanager, pop-uphandler, ondersteuning van kopiëren en plakken, automatische aanvulling, geschiedenis- en een bladwijzer-beheer. Hij kan bediend worden zowel door een touchscreen als middels het toetsenbord. In de weergave kan worden geschakeld tussen horizontale en verticale oriëntatie van het scherm.